# Lista dos reis de Mitani
A seguir é uma lista dos reis de Mitani, de acordo com o historiador Gérard Gertoux, desde do século XVI a.C. até o século XIII a.C.. Todas as datas devem ser tomadas com cautela, uma vez que são calculadas apenas em comparação com a cronologia de outras nações do antigo Oriente Próximo.

## Lista de reis

### Primeiros monarcas
Este abaixo é um monarca que cujo reinado está desconhecido.
| Rei         | Reinado | Comentários                                                                        | Notas |
| ----------- | ------- | ---------------------------------------------------------------------------------- | ----- |
| Eli-Tessube |         | Possivelmente o primeiro monarca de Mitani; Contemporâneo de Iadur-Adu de Ugarite. | [ 1 ] |

### Reis sucessores
| Rei          | Reinado             | Comentários | Notas |
| ------------ | ------------------- | --- | ----- |
| Quirta       | ca. 1500–1 485 a.C. | | [ 1 ] |
| Sutarna I    | ca. 1485–1 480 a.C. | Filho de Quirta. | [ 1 ] |
| Baratarna I  | ca. 1480–1 445 a.C. | Filho de Quirta e irmão de Sutarna I. | [ 1 ] |
| Saustatar I  | ca. 1445–1 435 a.C. | Filho de Baratarna I. Contemporâneo de Idrimi de Alalaque e de Zidanta II dos hititas.                                                                                   | [ 1 ] |
| Parsatatar   | ca. 1435–1 425 a.C. | Filho de Saustatar I. | [ 1 ] |
| Saustatar II | ca. 1425–1 395 a.C. | Filho de Parsatatar. | [ 1 ] |
| Baratarna II | ca. 1395–1 390 a.C. | Filho de Saustatar II. | [ 1 ] |
| Artatama I   | ca. 1390–1 373 a.C. | Filho de Baratarna II. | [ 1 ] |
| Sutarna II   | ca. 1373–1 355 a.C. | Filho de Artatama I. Sua filha se casa com o faraó Amenófis III. | [ 1 ] |
| Artasumara   | ca. 1355–1 353 a.C. | Filho de Sutarna II. Foi assassinado por Uti. | [ 1 ] |
| Tusserata    | ca. 1353–1 339 a.C. | Filho de Sutarna II e irmão de Artasumara. Guerreou contra Supiluliuma I dos hititas. Fez cartas a Amenófis III, Aquenáton e a rainha Tí. Foi assassinado por seu filho. | [ 1 ] |
| Artatama II  | ca. 1339–1 325 a.C. | Filho de Tusserata. Assassinou seu próprio pai. Fez aliança com os hititas.                                                                                              | [ 1 ] |
| Sutarna III  | ca. 1339–1 325 a.C. | Filho de Artatama II. Provavelmente co-regente de seu pai. | [ 1 ] |
| Satiuaza     | ca. 1325–1 300 a.C. | Contemporâneo de Supiluliuma I e de Mursil II dos hititas. Vassalo dos hititas.                                                                                          | [ 1 ] |
| Satuara I    | ca. 1300–1 285 a.C. | Filho de Satiuza. Vassalo de Adadenirari I da Assíria. | [ 1 ] |
| Uasasata     | ca. 1285–1 275 a.C. | Filho de Satuara I. Vassalo de Adadenirari I da Assíria | [ 1 ] |
| Satuara II   | ca. 1275–1 265 a.C. | Último rei de Mitani. Não se sabe se foi filho de Uasata. Foi deposto por Salmanaser I da Assíria.                                                                       | [ 1 ] |

Após isso, Mitani é conquistada e depois destruída pelo Império Assírio e a língua hurrita passa a ser extinta.